# حادث مروحية شارع حيفا
حادث مروحية شارع حيفا حادث مثيرة للجدل وقع في 12 سبتمبر 2004 في شارع حيفا بمدينة بغداد، العراق. بدأ القتال قبل بزوغ الفجر في شارع حيفا، حيث فجر عراقيون سيارتين مفخختين وهاجموا القوات الأمريكية بنيران كثيفة. أرسلت مركبة قتال مدرعة من طراز برادلي لدعم القوات الأمريكية، لكنها أصيبت في انفجار سيارة مفخخة في حوالي الساعة 6:30 صباحًا، أسفر عن إصابة أربعة جنود أمريكيين.
بعد إخلاء الجرحى الأمريكيين، ذكر شهود عيان أن حشدًا من الناس تجمعوا حول مركبة برادلي المحترقة، احتفالًا على ما يبدو. كما وصل موظفو وسائل الإعلام إلى مكان الحادث، وقاموا بتصوير حطام المركبة المحترق. ذكرت التقارير أن وسائل الإعلام والحشد قد تجمعوا حول السيارة بعد انتهاء القتال. في حوالي الساعة 8:00 صباحًا، أطلقت مروحية أمريكية صاروخين ومدافع رشاشة على المركبة المحترقة، مما أسفر عن مقتل 13 شخصًا وإصابة حوالي 60 آخرين.
كان من بين القتلى مازن الطميزي، مراسل فلسطيني لقناة العربية كان يصور تقريرًا في ذلك الوقت. حيث سجلت الكاميرا وفاة الطميزي والحادث نفسه بواسطة مصوره.
قال الجيش الأمريكي إنه أطلق النار على المركبة «لمنع النهب والأذى للشعب العراقي»، وأنهم أطلقوا النار على المسلحين، وليس المدنيين.